# Cociella hutchinsi
Cociella hutchinsi är en fiskart som beskrevs av Knapp, 1996. Cociella hutchinsi ingår i släktet Cociella och familjen Platycephalidae. Inga underarter finns listade i Catalogue of Life.